# Long’I’Rock
Das Long'I'Rock (oder Long'I'Rock Music'Open-Air) war ein Rock- und Heavy-Metal-Open-Air-Festival in der Schweiz. Es wurde vom 13. bis 15. Mai 2010 in Longirod im Kanton Waadt oberhalb von Rolle auf einer vier Hektaren grossen Festivalanlage mit einer Kapazität von bis zu 50'000 Personen durchgeführt. Das Festival zählte über die drei mit Regen durchzogene Tage insgesamt 28'200 Besucher.

## Long'I'Rock 2010
Aufgetreten sind folgende Musiker:
13. Mai 2010: Skunk Anansie, Ska-P, Street Sweeper Social Club (feat. Tom Morello and Boots Riley), Gallows, The Toy Dolls, The Young Gods, Eluveitie, Josef of the Fountain, Mingmen, Blown, November-7, Estaverde
14. Mai 2010: Trust, Down, Arch Enemy, Fatal Smile, Soulfly, Ensiferum, Katatonia, Minkus, P.M.T., Roadfever, No Place for Heroes, Evolve
15. Mai 2010: Scorpions, Juliette Lewis, K’s Choice, Gogol Bordello, Black Rebel Motorcycle Club, Nada Surf, Café Bertrand, Azazelblue's Earthworms, Paul Quadri, Loren'Co, The Rambling Wheels, The Deers